# Alexandre Jean Baptiste Joseph François Forno
Alexandre Jean Baptiste Joseph François Forno, né le 19 mars 1770 à Paris, mort le 14 juin 1807 à la bataille de Friedland (Russie), est un militaire français de la Révolution et de l’Empire.

## États de service
Il entre en service le 19 mars 1792, comme élève sous-lieutenant à l’école d’artillerie de Strasbourg, et le 1er septembre suivant, il est admis au régiment de Toul avec le grade de lieutenant en second.  Il fait toutes les campagnes de cette année là jusqu’à l’an VII à l’armée du Nord.
Il reçoit son brevet de capitaine le 12 septembre 1793, et celui de chef de bataillon le 25 septembre 1798. Il est nommé major au 5e régiment d’artillerie à pied le 23 mai 1803, et le 25 mars 1804, il est fait chevalier de la Légion d’honneur à l’armée de Hanovre.
De 1805 à 1807, il fait les campagnes d’Autriche, de Prusse et de Pologne, au sein de la Grande Armée, et il est promu colonel le 20 septembre 1805, au 2e régiment d'artillerie à cheval. Il est fait officier de la Légion d’honneur le 3 mai 1807, et le 14 juin suivant, il commande la batterie de droite à la bataille de Friedland, lorsqu’il est tué par un boulet. 

## Sources
- A. Lievyns, Jean Maurice Verdot, Pierre Bégat, Fastes de la Légion-d'honneur, biographie de tous les décorés accompagnée de l'histoire législative et réglementaire de l'ordre, Tome 4, Bureau de l’administration, 1844, 640 p. (lire en ligne), p. 351.
- Léon Hennet, Etat militaire de France pour l’année 1793, Siège de la société, Paris, 1903, p. 136.
- Charles Pierre Lubin Griois et Arthur Chuquet, Mémoires du général Griois, 1792-1822, Volume 1, Plon-Nourrit et cie, 1909, p. 20.
- Carnet de la sabretache : revue d'histoire militaire rétrospective, Volumes 1 à 10, Berger-Levrault et cie, Paris, 1906, p. 85.
- Charles Théodore Beauvais et Vincent Parisot, Victoires, conquêtes, revers et guerres civiles des Français, depuis les Gaulois jusqu’en 1792, tome 17, C.L.F Panckoucke, janvier 1820, 394 p. (lire en ligne), p. 352.
- Danielle Quintin et Bernard Quintin, Dictionnaires des colonels de Napoléon, S.P.M., 2013, 978 p. (ISBN 978-2-296-53887-0)